# Schlacht von Faventia
Iberischer Krieg
Thannuris – Dara – Satala – Callinicum – Martyropolis
Vandalenkrieg
Ad Decimum – Tricamarum
Gotenkrieg
1. Neapel – 1. Rom – Verona – Faventia – Mucellium – 2. Neapel – 2. Rom – 3. Rom – Sena Gallica – Busta Gallorum – Mons Lactarius – Casilinus
Eroberung von Spania
Maurenkriege
Mammes und Bourgaon – Babosis und Zerboule – Cillium – Marta – Felder von Cato
Lasischer Krieg
1. Petra – 2. Petra – 3. Petra – 1. Archäopolis – Cotais – 2. Archäopolis – Telephis–Ollaria – Onoguris (3. Archäopolis) – Phasis – Tzacher
Im Frühjahr 542 besiegte in der Schlacht von Faventia (heutiges Faenza) eine ostgotische Armee unter der Führung von König Totila eine zahlenmäßig überlegene oströmische Armee unter der Führung von Constantianus und Alexander. Dieser Sieg läutete das Wiedererstarken des gotischen Widerstandes gegen die oströmische Invasion Italiens ein. Vor der Schlacht forderte angeblich Valaris, ein Gote von großer Statur, die Römer auf, im Zweikampf gegen ihn anzutreten. Valaris wurde vom oströmischen Archon Artabazes (von persarmenischer Herkunft) erschlagen, der aber ebenfalls versehentlich tödlich verwundet wurde.